# Incident del golf de Tonquín
L'incident del golf de Tonquín es va produir el 2 i 4 d'agost de 1964 quan els destructors de la US Navy USS Turner Joy i USS Maddox van participar en una operació de control de l'àrea del golf de Tonquín, en la qual van ser atacades quatre llanxes torpedineres nord-vietnamites com a represàlia per un atac previ d'aquestes.
Va ser una confrontació internacional que va portar els Estats Units a participar més directament en la guerra del Vietnam. Va consistir en un enfrontament el 2 d'agost de 1964, quan les forces dels Estats Units estaven duent a terme operacions amfíbies encobertes prop de les aigües territorials del Vietnam del Nord, cosa que va desencadenar una resposta de les forces nord-vietnamites. El govern dels Estats Units va afirmar falsament que un segon incident va ocórrer el 4 d'agost entre vaixells nord-vietnamites i nord-americans a les aigües del golf de Tonkin . Originalment, les afirmacions militars dels EUA van culpar el Vietnam del Nord de la confrontació i de l'incident aparent, però de fet imaginari, del 4 d'agost. Investigacions posteriors van revelar que el segon atac mai va succeir. L'Agència de Seguretat Nacional, una agència del Departament de Defensa dels Estats Units, havia distorsionat deliberadament la informació per crear la impressió que s'havia dut a terme un atac.
El 2 d'agost, el destructor USS Maddox, mentre realitzava una patrulla d'intel·ligència de senyals com a part de les operacions DESOTO, va ser abordat per tres torpediners de la Marina del Vietnam del Nord del 135è Esquadró de Torpedes.  Maddox va disparar trets d'advertència i els vaixells nord-vietnamites van atacar amb torpedes i foc de metralladora. En el següent enfrontament, un avió nord-americà (que havia estat llançat des del portaavions USS Ticonderoga ) va resultar malmès, tres torpediners nord-vietnamites van resultar danyats, quatre mariners nord-vietnamites van morir i sis més van resultar ferits. No hi va haver baixes nord-americanes. Maddox va resultar "ilès excepte per un únic forat de bala d'una bala de metralladora [nord-vietnamita]".
El 3 d'agost, el destructor USS Turner Joy es va unir a Maddox i els dos destructors van continuar la missió DESOTO. El vespre del 4 d'agost, els vaixells van obrir foc contra els radars que havien estat precedits per intercepcions de comunicacions, que segons les forces nord-americanes significaven que un atac era imminent. El comandant de la força especial de Maddox, el capità John Herrick, va informar que els vaixells estaven sent atacats per vaixells nord-vietnamites quan, en realitat, no hi havia cap vaixell nord-vietnamita a la zona. Mentre que Herrick aviat va informar de dubtes sobre les percepcions inicials del grup de treball sobre l'atac, l'administració Johnson es va basar en les intercepcions de comunicacions de l'Agència de Seguretat Nacional, mal interpretades, per concloure que l'atac era real.
Tot i que s'han expressat dubtes sobre el suposat segon atac des del 1964, no va ser fins anys més tard que es va demostrar de manera concloent que mai no havia ocorregut. Al documental del 2003 *The Fog of War*, l'exsecretari de Defensa dels Estats Units, Robert S. McNamara, va admetre que no hi va haver cap atac el 4 d'agost. El 1995, McNamara es va reunir amb l'exgeneral de l'exèrcit nord-vietnamita Võ Nguyên Giáp per preguntar-li què havia passat el 4 d'agost de 1964. «Absolutament res», va respondre Giáp. Giáp va confirmar que l'atac havia estat imaginari. El 2005, un estudi històric intern de l'Agència de Seguretat Nacional va ser desclassificat; va concloure que Maddox havia enfrontat la Marina del Vietnam del Nord el 2 d'agost, però que l'incident del 4 d'agost es basava en informació naval deficient i tergiversacions de les comunicacions del Vietnam del Nord. L'afirmació oficial del govern dels Estats Units és que es basava principalment en intercepcions de comunicacions interpretades erròniament.
El resultat de l'incident va ser l'aprovació per part del Congrés dels Estats Units de la Resolució del Golf de Tonkin, que atorgava al president dels Estats Units, Lyndon B. Johnson, l'autoritat per ajudar qualsevol país del sud-est asiàtic el govern del qual es considerés en perill per l'agressió comunista. La resolució va servir com a justificació legal de Johnson per desplegar forces convencionals nord-americanes al Vietnam del Sud i l'inici d'una guerra oberta contra el Vietnam del Nord.